# One Way Ticket (닐 세다카의 노래)
〈One Way Ticket〉(원 웨이 티켓, 편도표)은 잭 켈러와 행크 헌터가 작사, 작곡 한 노래이다. 원곡은 닐 세다카의 1959년 싱글 "O ! Carol "의 B면에 수록되었다. 1961년에는 세다카의 세 번째 앨범 《Neil Sedaka Sings Little Devil and His Hits》에 수록되었다. 이 노래 자체는 별도의 독립 싱글로 발매된 적이 없다. 그럼에도 불구하고, 이 노래는 일본의 팝 차트에서 1 위를 차지했으며, "Choo-Choo Train Song"이라고 불리며 대단한 인기를 끌었다. 〈恋の片道切符〉(고이노카타미치깁부, 사랑의 편도표)라는 이름으로 앨범이 발매되었다. 대한민국에서는 1980년 코미디언 출신의 방미가 〈날 보러 와요〉라는 이름으로 번안하여 크게 유행하였다.

## 이럽션 버전
〈One Way Ticket〉은 다양한 음악인들이 다시 불렀으며, 특히 1978년 영국의 디스코 밴드 이럽션의 것이 유명하다. 그 외에도 1969년 소련의 포유쉬치예 기타리(Поющие гитары, 노래하는 기타)가 〈Синяя песня〉(시냐야 페스냐, 푸른 노래)라는 이름으로 번안하기도 하였다. 
 1978년 영국의 디스코 그룹 이럽션은 〈One Way Ticket〉을 다시 불렀다. 1979년 1월 싱글이 발표된 후 이 노래는 그 해 상반기 동안 유럽에서 선풍적인 인기를 끌었다. 오스트리아와 스위스에서 차트 선두를 기록하였고 유럽 전체를 합쳐도 10위권에 들었다.  이로서 〈One Way Ticket〉은 이전의 히트곡 " I Can't Stand the Rain "과 함께 이럽션을 상징하는 노래가 되었다.

### 트랙 목록
- 7 인치 싱글 (1979)

A. One Way Ticket   – 3:35
B. Left Me in the Rain   – 3:54
- 12 인치 싱글 (1979)

A. One Way Ticket (긴 버전)   – 5:05
B. Left Me in the Rain   – 3:54
- CD 싱글 (1994)

1. One Way Ticket (라디오 버전)   – 3:58
2. One Way Ticket (클럽 믹스)   – 5:58
3. One Way Ticket (반복되지 않는 리믹스)   – 5:44
4. If I Loved You Less   – 4:08

### 차트 순위
| 1979년 차트                       | 최고 순위 |
| --------------------------------- | --------- |
| 오스트레일리아 (켄트 뮤직 리포트) | 10        |
| 오스트리아 (Ö3 오스트리아 탑 40)  | 1         |
| 벨기에 (울트라탑 50 플랑드르)     | 2         |
| 네덜란드 (싱글 톱 100)            | 5         |
| French Singles Chart              | 4         |
| 아이리시 싱글 차트                | 13        |
| 뉴질랜드 (레코드 뮤직 NZ)         | 32        |
| 스웨덴 (스베리예토프리스탄)       | 8         |
| 스위스 (슈바이처 히트파라데)      | 1         |
| 영국 싱글 차트                    | 9         |
| 미국 핫 댄스 클럽 송 (빌보드)     | 30        |

## 다른 버전
- 1974년 배리 블루의 데뷔 앨범에 수록되었다.
- 소련의 디스코 그룹 《드라브스트부이 페스냐!》(Здравствуй, песня!, 노래여 안녕)이 《포유쉬치예 기타리》가 부른 버전을 다시 녹음하였다.
- 핀란드 가수 비키 로스티가 1979년 핀란드어 버전 〈Menolippu〉 (편도표)를 발표했다.[14]
- 체코 가수 나다 우르반코바(Naďa Urbánková)는 1980년에 체코어 버전 〈Prázdný expres〉(텅빈 특급열차)를 녹음했다.[15]
- 1980년 인도의 볼리우드 영화 《Pyaara Dushman》의 음악 감독 바피 라히리가 이 노래를 번안한 노래 〈Hari Om Hari〉를 영화에 삽입하여 공전의 히트를 기록하였다.[16]
- 1980년 대한민국의 코미디언 출신 가수 방미가 〈날 보러 와요〉라는 제목으로 번안하여 발표하였다.[2]